# 西置賜郡
西置賜郡（日语：／ Nishi-okitama gun */?）是山形縣的一郡。
現轄有以下3町。
- 飯豐町
- 小国町
- 白鷹町